# Strongilione
Strongilione (in greco antico: Στρογγυλίων?, Strongylíōn; fl. V-IV secolo a.C.) è stato uno scultore greco antico attivo verso la fine del V secolo a.C. e all'inizio del IV.
La firma di Strongilione fu rinvenuta su di una base nei pressi del santuario di Artemide Brauronia priva dell'etnico, ragione per cui lo si ritiene generalmente originario di Atene. La base, datata all'ultimo quarto del V secolo a.C., è stata associata al cavallo bronzeo, detto di legno perché eretto a rappresentare il cavallo di Troia, menzionato da Aristofane negli Uccelli (v. 1128) e del quale uno scoliaste riporta il nome del committente, Chairedemos. L'opera è menzionata anche da Pausania che riferisce i nomi dei guerrieri achei (i quali in base alle dimensioni della base potevano essere a grandezza naturale) rappresentati in atto di uscire dal ventre del cavallo, senza tuttavia ricordare il nome dell'autore (Paus., I, 23.7-8). Lo ricorda invece a proposito delle statue delle muse, eseguite per il santuario dell'Elicona in collaborazione con Cefisodoto il Vecchio e Olimpiostene. È sempre Pausania a riferire dell'immagine bronzea di Artemide Soteira (Salvatrice) nel santuario di Megara (Paus., I, 40.2-3) e di una simile, forse dello stesso autore, eretta dai megaresi a Pagae, figure di cui resta il riflesso nelle riproduzioni sulle monete locali.
Per la sua fama di bronzista e di ottimo esecutore di figure di animali (bovini e cavalli secondo Pausania) lo si dice in via del tutto ipotetica allievo di Mirone.